# Sinaloakråka
Sinaloakråka (Corvus sinaloae) är en fågel i familjen kråkfåglar inom ordningen tättingar.

## Utseende och läte
Sinaloakråkan är en liten (35,5–38 cm) helsvart kråka, med purpurfärgad glans på huvud och ovansida, medan undersidan glänser mer i blått. Den är mycket lik nära släktingen tamaulipaskråkan i östra Mexiko, men har något längre stjärt. Lätena skiljer sig också tydligt, där sinaloakråkans är ljusa och nasala, medan tamaulipaskråkan är mörkare och grövre.

## Utbredning och systematik
Fågeln förekommer i kustnära lågland i västra Mexiko (södra Sonora till västra Nayarit). Arten behandlas som monotypisk, det vill säga att den inte delas in i några underarter. Tidigare behandlades dock sinaloakråkan och tamaulipaskråkan som en och samma art. Genetiska studier visar att dessa två är systerarter och tillsammans nära släkt med fiskkråkan.

## Levnadssätt
Sinaloakråkan hittas i städer, byar, jordbruksmarker och halvöppna områden med häckar och större träd, ofta nära vatten. Liksom tamaulipaskråkan besöker den ofta soptippar, men kan också ses utmed kusten i tidvattensområden födosökande efter krabbor, skaldjur och annat. Arten är social och ses vanligen i flockar, ibland i hundratals. Lokalt tar den nattkvist i mangroveskogar där tusentals individer kan samlas på ett och samma ställe.

### Häckning
Inte mycket är känt om sinaloakråkans häckningsbeteende. I Sonora noteras den häcka från slutet av maj till mitten av juli. I det voluminösa kvistboet lägger den fyra till fem ljusblå till blågrå ägg med bruna fläckar.

## Status
Arten har ett rätt stort utbredningsområde och beståndet anses stabilt. Internationella naturvårdsunionen IUCN listar den därför som livskraftig (LC). Beståndet uppskattas till i storleksordningen 50 000 till en halv miljon vuxna individer.

## Namn
Sinaloa är en delstat i Mexiko där arten förekommer.